# Cinema tedesco

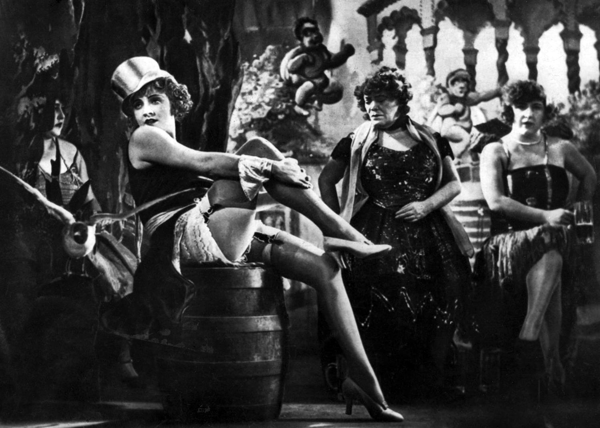
Un fotogramma di L'angelo azzurro (Der blaue Engel)

Il cinema tedesco è una delle cinematografie nazionali dalla storia più prestigiosa.

## Origini
Quando i Fratelli Lumière si sono accreditati per l'invenzione del cinema, Emil e Max Skladanowsky presentavano pubblicamente delle immagini animate al Berlin Wintergarten grazie al loro bioscopio il 1º novembre 1895, due mesi prima della dimostrazione pubblica dei fratelli Lumière.

## Gli esordi del cinema tedesco
Molto presto, il Kaiser si interessa a questo nuovo mezzo di comunicazione e fa realizzare dei film per se stesso, aprendo la strada all'utilizzo politico del cinema. Questa vocazione conoscerà un nuovo sviluppo alla fine della prima guerra mondiale, quando l'UFA (Universum Film A.G.) è creata al fine di neutralizzare la propaganda antitedesca lanciata dagli Stati Uniti che sono appena entrati in guerra.
Dopo la guerra, le difficoltà economiche portano la Germania a vendere la sua partecipazione all'UFA alla Deutsche Bank. Questa privatizzazione segnerà un cambiamento di capo maggiore poiché l'industria cinematografica tedesca avrà ormai per obbiettivo produrre film di qualità che potranno essere esportati. La settima arte tedesca diventa allora lo specchio di un'epoca tormentata, in cui la disoccupazione e l'inflazione costituiscono il quotidiano di gran parte della popolazione, è l'emergenza degli «Aufklärungsfilme» (film di delucidazione, di educazione sessuale).
Una buona parte di questi film flirtano infatti con la pornografia con un pretesto pedagogico. Manifestazioni popolari sono organizzate per protestare in tutta la Germania e sono intraprese azioni giuridiche. Dopo aver temuto una nazionalizzazione, è stata adottata nel maggio del 1920 una Legge nazionale di censura. Essa proibisce solamente l'accesso al cinema ai minori di 12 anni e lo limita a film che hanno ottenuto un certificato speciale per gli adolescenti fino a 18 anni. Nessun film può essere proibito, però, a causa del suo contenuto.

## Le avanguardie e l'espressionismo (1918-1933)
Apparso prima della Grande Guerra, l'espressionismo conosce il suo apogeo con il cinema, in particolare in Germania, i cui più eminenti rappresentanti sono:
- Friedrich Wilhelm Murnau
- Fritz Lang
- Ernst Lubitsch
- Paul Wegener
- Robert Wiene

Il cinema tedesco rappresenta allora l'immaginario con un'audacia sorprendente e dei budget faraonici (come nel Metropolis di Lang). È l'epoca che la storica del cinema Lotte Eisner chiama «lo schermo demoniaco».
I principali siti di produzione erano in quei tempi Babelsberg (vicino a Berlino) e Geiselgasteig (Monaco).
L'apparizione del cinema sonoro in Germania è l'occasione in cui si diffonde un altro capolavoro del patrimonio cinematografico mondiale: Der Blaue Engel (L'angelo azzurro, Josef von Sternberg, 1930),  film che consacrerà l'attrice Marlene Dietrich. Questo film costituisce anche il canto del cigno dell'epoca d'oro del cinema tedesco: qualche mese più tardi, infatti, prenderà il potere il partito nazista e molti dei suoi più validi attori, tecnici e cineasti presero la via dell'emigrazione, soprattutto verso gli Stati Uniti.
Nato come fenomeno teatrale, il Kammerspiel è la seconda grande corrente del cinema muto tedesco accanto all'espressionismo rispetto al quale propugna un ritorno alla rappresentazione della realtà della gente comune. La terza grande corrente del cinema muto tedesco fu la Nuova oggettività.

## Il cinema del Terzo Reich (1933-1945)
Joseph Goebbels s'interessò molto presto alle potenzialità del cinema in quanto metodo di propaganda. Egli propose a Fritz Lang un ruolo all'interno del Filmkammer (Camera del Cinema). Fritz Lang — che ha origini ebree — però rifiutò, esiliandosi in Francia prima di riparare negli Stati Uniti.
Fu invece lo stesso Adolf Hitler a chiedere alla giovane regista Leni Riefenstahl di girare alcune opere per la sua nascente dittatura. Dopo aver realizzato nel settembre 1933 un cortometraggio in occasione del congresso del partito nazista a Norimberga, nel 1934, la regista girò Triumph des Willens (Il trionfo della volontà), considerato uno dei più grandi film di propaganda della storia. In seguito, magnificò i Giochi Olimpici del 1936 a Berlino in Olympia.
I primi film di propaganda nazista, che espongono apertamente i valori e i princìpi dei leader del partito, non conoscono un grande successo presso gli spettatori. Per cercare di distillare il messaggio nazista tramite film di intrattenimento, viene prodotta allora una serie di film storici, come Das Mädchen Johanna (Gustav Ucicky, 1935) che mostra, nascosto sotto i tratti di una Giovanna d'Arco alla testa di un popolo disperato grazie alla fede nel suo Paese, un prototipo di Hitler.
La legge nazionalsocialista sul cinema viene votata il 16 febbraio 1934. Tutte le sceneggiature sono controllate dal Reichsfilmdramaturg allo scopo di verificare la loro adeguatezza alla dottrina nazista: una volta completato il film, esso viene sottoposto ad un comitato di censura che fa capo al ministero per la Propaganda. Questo processo viene applicato in egual misura ai film stranieri.
Le pellicole diventano sempre più apertamente antisemite e partecipano alla diffusione dell'ideologia nazista sia in Germania che nei territori occupati. Uno degli esempi più celebri della produzione di questo periodo è Jud Süss (Süss l'ebreo, Veit Harlan, 1940).
La salita al potere in Germania del partito nazista costringe alla fuga numerosi cineasti, che proseguono la loro carriera solitamente negli Stati Uniti. Il cinema tedesco, che ha tenuto quasi testa all'industria hollywoodiana fino all'avvento del sonoro, si vede quindi privato del fior fiore dei suoi creatori e tecnici.

## Il dopoguerra (1945-1990)
Dopo la seconda guerra mondiale, il cinema tedesco sarà surclassato dalle produzioni francesi, italiane e giapponesi.
Gli esiliati tedescofoni a Hollywood sono numerosi, e dopo la prima ondata di cinema muto (tra i registi ricordiamo Erich von Stroheim, che lavorò negli Stati Uniti dal 1920), sono i registi austriaci come Otto Preminger e Billy Wilder che troveranno fortuna sull'altro lato dell'Atlantico. Primo film tedesco candidato per l'Oscar al miglior film straniero fu, nel 1957, Il capitano di Koepenick, del regista Helmut Käutner.

### Germania orientale

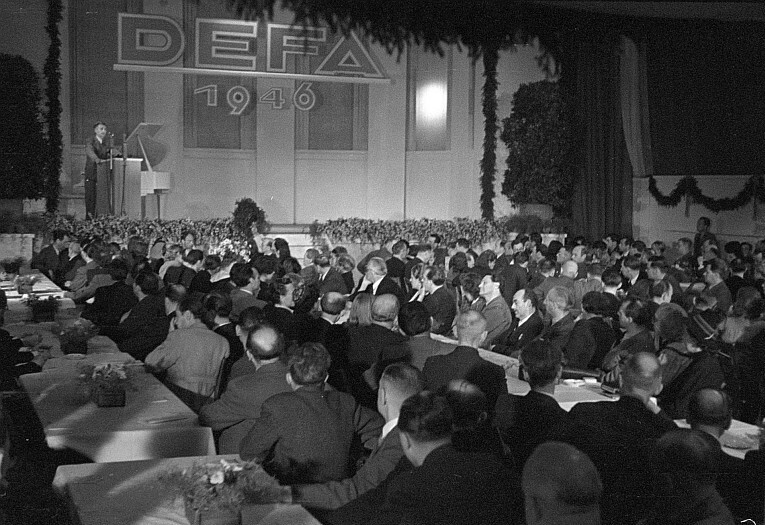
La fondazione della Deutsche Film AG (DEFA) il 17 maggio 1946 a Babelsberg.

Già a novembre 1945 i sovietici convocarono quaranta registi nella loro zona di occupazione per far rinascere il cinema tedesco; al collettivo collaborarono Kurt Maetzig, Peter Pewas e Wolfgang Staudte. Nella zona d'occupazione sovietica avevano sede l'80% degli studi cinematografici dell'ex Terzo Reich. Il 17 maggio 1946 i sovietici fondarono a Babelsberg dove avevano gli Deutsche Film AG (DEFA) che rimase sotto controllo sovietico fino alla nascita del nuovo stato, poi passò sotto controllo statale tedesco orientale. Il 15 ottobre 1946 è la "data zero", infatti venne proiettato il primo film nella zona sovietica di Berlino Gli assassini sono tra noi di Wolfgang Staudte, la cui produzione venne rifiutata da britannici e dagli americani ma non dai sovietici che lo produssero tramite la DEFA.
Nel 1946 in tutta la Germania vennero prodotti nove film, la maggior parte di questi proprio dalla DEFA. Altri film tedeschi di rilievo del 1946 influenzati anche dal neorealismo italiano sono Irgendwo in Berlin di Gerhard Lamprecht e Freies Land di Milo Harbich. Negli anni successivi la DEFA produsse film come Ehe im Schatten (1946) di Kurt Maetzig, Affaire Blum (1948) di Erich Engel, Strassenbekanntschaft (1948) di Petar Pewas e Rotation (1949), un altro film di Staudte.
Con la proclamazione della Repubblica Democratica Tedesca il 7 ottobre 1949 guidata dalla SED che controllava ogni aspetto della vita di ogni cittadino tramite la Stasi nel 1950 cominciò il periodo della propaganda accompagnata anche dalla censura del cinema tedesco orientale. Nel 1949 tornarono dall'esilio forzato a causa del nazismo i registi Gustav von Wangenheim e Slatan Dudow; quest'ultimo fu il direttore del primo vero e proprio film di propaganda tedesco-orientale, Unser täglich Brot.

### Germania occidentale
Nella zona occupata dagli Alleati, le funzioni di produzione, distribuzione e proiezione sono nettamente separate. Senza ufficialmente preservare la democrazia in una prospettiva di "denazificazione", questa frammentazione impedisce comunque l'emergere di una seria concorrenza internazionale. Posta sotto la responsabilità dell'Office of War Information (Ufficio dell'informazione di Guerra), la politica cinematografica si pone come obiettivo quello di colpevolizzare e di rieducare il popolo tedesco. Vengono quindi diffusi dei documentari sui campi di concentramento, così come film di attualità anglo-americani (Welt im Film). Più attratti dalle fiction e dall'intrattenimento, i tedeschi si orientano dunque verso il cinema americano, provocando l'affossamento dell'industria cinematografica della Germania Ovest, che fino al 1962 produsse solo 63 film.

### La nouvelle vague tedesca
È in questo stesso anno che, in occasione del principale festival del cortometraggio tedesco, 26 giovani registi firmano il "Manifesto di Oberhausen", dando così vita al «nuovo cinema tedesco»: «Papas Kino ist tot» («Il cinema di papà è morto»). Ispirandosi formalmente alla Nouvelle Vague francese, essi propendono per un cinema impegnato che rifletta la realtà contemporanea tedesca. Ma la Nouvelle Vague tedesca (Neue Deutsche Welle) incontra raramente il successo commerciale anche nella stessa Germania (dove i film americani rappresentano l'80-90% del mercato). Le sovvenzioni giocano dunque un ruolo essenziale (circa l'80% del finanziamento del 1977) e permettono lo sviluppo di una produzione di qualità.
Nel corso degli anni settanta e degli anni ottanta, appaiono in Germania nuovi cineasti talentuosi, tra cui Rainer Werner Fassbinder, Werner Herzog e Wim Wenders. Influenzati dal cinema americano degli anni trenta e quaranta e dal lavoro di registi come Francis Ford Coppola, Martin Scorsese e Steven Spielberg, essi arrivano alla riconciliazione tra approccio personale e successo commerciale con film come U-Boot 96 (Das Boot), di Wolfgang Petersen, la pellicola a più alto budget di tutto il cinema tedesco. In seguito, altri registi come lo stesso Wolfgang Petersen o Roland Emmerich conobbero un grande successo nel loro Paese prima di emigrare negli Stati Uniti. Essi completarono così il lavoro di cineasti come Edgar Reitz. Primo film tedesco  a vincere l'Oscar al miglior film straniero  fu, nel 1980, Il tamburo di latta diretto dal regista Volker Schlöndorff.

## Il cinema tedesco del nuovo millennio (1990-2015)
Da qualche anno, il cinema tedesco ha ritrovato una certa vitalità con numerosi successi commerciali internazionali. Ecco alcuni esempi:
- Lola corre (Lola rennt), regia di Tom Tykwer, 1998
- Buena Vista Social Club (film), regia di Wim Wenders, 1999
- Nowhere in Africa  (Nirgendwo in Afrika), regia di Caroline Link, 2001
- Good Bye, Lenin!, regia di Wolfgang Becker, 2002
- La caduta - Gli ultimi giorni di Hitler (Der Untergang), regia di Oliver Hirschbiegel, 2004
- La sposa turca (Gegen die Wand), regia di Fatih Akın, 2004
- La Rosa Bianca - Sophie Scholl (Sophie Scholl - Die letzten Tage), regia di Marc Rothemund, 2005
- Le vite degli altri (Das Leben der Anderen), regia di Florian Henckel von Donnersmarck, 2006
- Almanya - La mia famiglia va in Germania (Almanya - Willkommen in Deutschland), regia di Yasemin Samdereli, 2011
- Vi presento Toni Erdmann (Toni Erdmann), regia di Maren Ade, 2016

Ogni anno, a Berlino si svolge il prestigioso Festival Internazionale del Cinema, la Berlinale, durante il quale vengono distribuiti gli Orsi (equivalenti alle Palme di Cannes ed ai Leoni di Venezia).
Ancora è da ricordare tra le più celebri figure del xx secolo, quella di Oskar Fischinger, che fu non solo un precursore del cinema d'animazione sperimentale ma anche padre dei primi videoclip musicali